# تانيا جيمس
تانيا جيمس (بالإنجليزية: Tania James)‏ (1980، شيكاغو في الولايات المتحدة)؛ روائية أمريكية.